# Das wohltemperierte Klavier

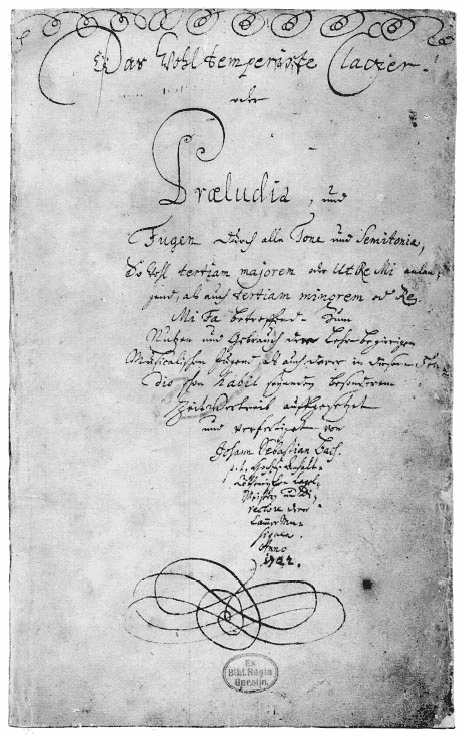
Titelpagina van de autograaf van band 1 uit 1722.

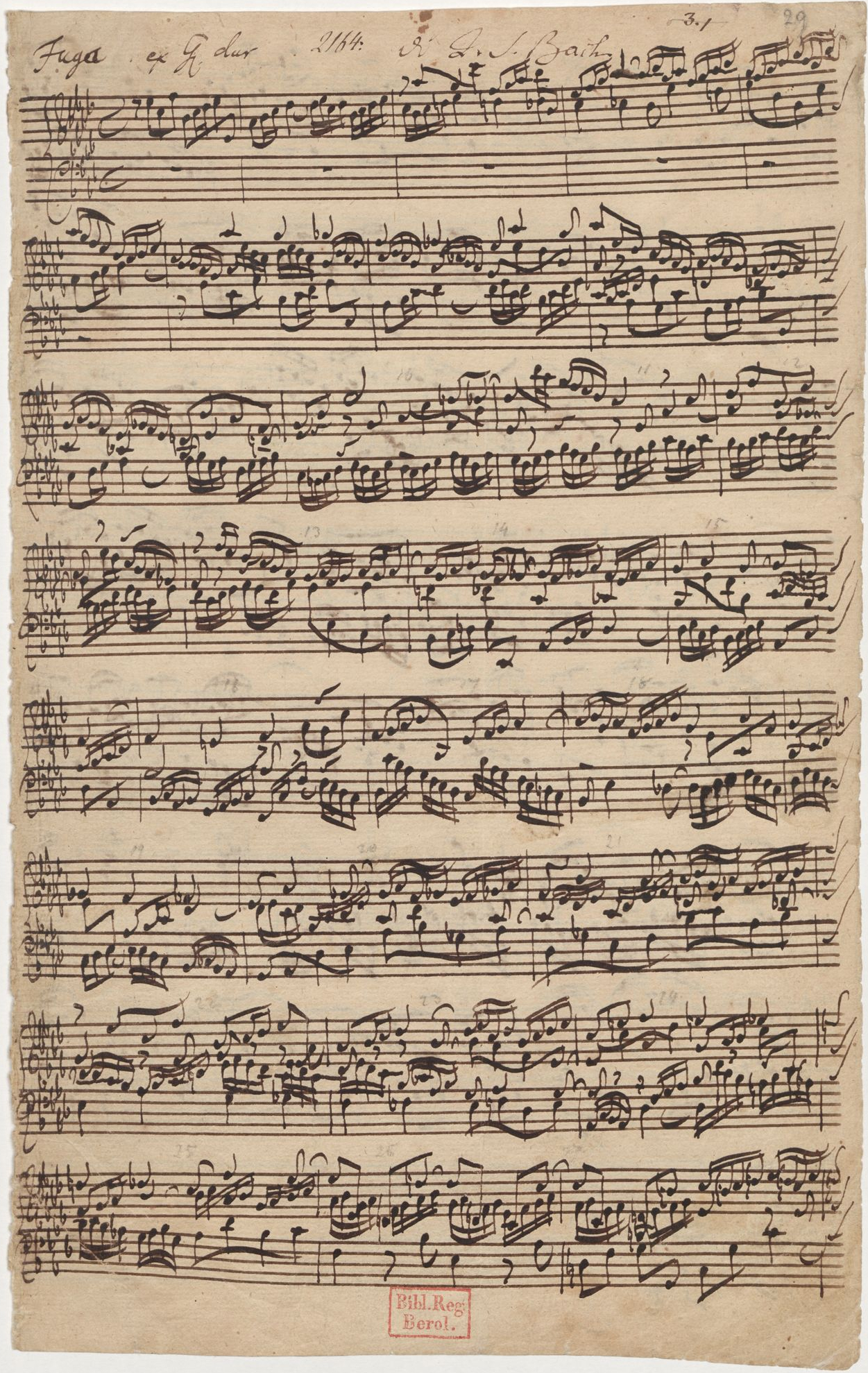
Fragment van de autograaf van de fuga in As

Das wohltemperierte Klavier, BWV 846-893 (Het welgetempereerde (= goed gestemde) klavier, dikwijls afgekort als WTK), is een van de hoofdwerken van Johann Sebastian Bach, geschreven voor klavecimbel, een in zijn tijd gangbaar toetsinstrument. Het wordt tegenwoordig ook vaak op de piano gespeeld.
Het goed gestemde slaat op de in die tijd revolutionaire welgetempereerde stemming van het instrument, een stemming waardoor het mogelijk was om in alle toonsoorten (redelijk) zuiver te spelen. In tegenstelling tot de gelijkzwevende stemming van de moderne piano, krijgen alle toonsoorten een eigen 'karakter'.    

## Opzet
Het werk bestaat uit twee cycli, in twee banden daterend uit 1722 resp. 1740-1742, met in ieder boek voor iedere majeur- en mineurtoonsoort een preludium gevolgd door een fuga. Ieder boek bevat derhalve 24 preludia en fuga's. Aan elke set van preludium en fuga is een afzonderlijk nummer in de Bach-Werke-Verzeichnis (BWV) toegekend: band 1 loopt van BWV 846 tot en met 869, band 2 van BWV 870 tot en met 893.

## Tabel van de praeludia en fuga's
| Praeludium en fuga nr | Toonsoort  | Voortekens | aantal stemmen van de fuga | aantal stemmen van de fuga |        | Praeludium en fuga nr | Toonsoort | Voortekens | aantal stemmen van de fuga | aantal stemmen van de fuga |
| Praeludium en fuga nr | Toonsoort  | Voortekens | band 1                     | band 2                     | band 1 | Praeludium en fuga nr | Toonsoort | Voortekens | band 2                     |                            |
| 1                     | C-majeur   | geen       | 4                          | 3                          | 2      | c-mineur              | 3♭        | 3          | 4                          |                            |
| 3                     | Cis-majeur | 7♯         | 3                          | 3                          | 4      | cis-mineur            | 4♯        | 5          | 3                          |                            |
| 5                     | D-majeur   | 2♯         | 4                          | 4                          | 6      | d-mineur              | 1♭        | 3          | 3                          |                            |
| 7                     | Es-majeur  | 3♭         | 3                          | 4                          | 8      | dis-mineur            | 6♯        | 3          | 4                          |                            |
| 9                     | E-majeur   | 4♯         | 3                          | 4                          | 10     | e-mineur              | 1♯        | 2          | 3                          |                            |
| 11                    | F-majeur   | 1♭         | 3                          | 3                          | 12     | f-mineur              | 4♭        | 4          | 3                          |                            |
| 13                    | Fis-majeur | 6♯         | 3                          | 3                          | 14     | fis-mineur            | 3♯        | 4          | 3                          |                            |
| 15                    | G-majeur   | 1♯         | 3                          | 3                          | 16     | g-mineur              | 2♭        | 4          | 4                          |                            |
| 17                    | As-majeur  | 4♭         | 4                          | 4                          | 18     | gis-mineur            | 5♯        | 4          | 3                          |                            |
| 19                    | A-majeur   | 3♯         | 3                          | 3                          | 20     | a-mineur              | geen      | 4          | 3                          |                            |
| 21                    | Bes-majeur | 2♭         | 3                          | 3                          | 22     | bes-mineur            | 5♭        | 5          | 4                          |                            |
| 23                    | B-majeur   | 5♯         | 4                          | 4                          | 24     | b-mineur              | 2♯        | 4          | 3                          |                            |

## Vertolkers
Het Wohltemperierte Klavier werd aanvankelijk vooral als een nuttige verzameling oefenmateriaal beschouwd, maar toen Bachs muziek in de loop van de 19e eeuw weer in de belangstelling kwam, ontstond er steeds meer waardering voor de uitzonderlijke kwaliteiten van deze compositie als zelfstandig kunstwerk. Tegenwoordig wordt de cyclus algemeen erkend als een van Bachs grote meesterwerken, wat zich uit in het grote aantal vertolkers, zowel op klavecimbel als op piano.
De Zwitserse pianist Edwin Fischer legde tussen 1933 en 1936 als eerste het complete Wohltemperierte Klavier vast op 78 toerenplaten. Sindsdien hebben talloze musici het werk uitgevoerd en opgenomen, onder wie de klavecinisten Wanda Landowska, Ralph Kirkpatrick, Gustav Leonhardt, Richard Egarr, Ton Koopman, Pieter-Jan Belder en Léon Berben en de pianisten Tatjana Nikolajeva, Glenn Gould, Svjatoslav Richter, Maurizio Pollini, András Schiff, Vladimir Ashkenazy, Daniel Barenboim, Angela Hewitt, Keith Jarrett, Ivo Janssen en Pierre-Laurent Aimard. De Amerikaanse Rosalyn Tureck maakte opnamen van het WTK op zowel klavecimbel als piano.

## Navolging
Veel componisten volgden Bach en componeerden ook een cyclus van 24 preludes en fuga's. Zo liet Dmitri Sjostakovitsj zich in navolging van Vsevolod Zaderatski beïnvloeden door Das wohltemperierte Klavier toen hij in 1950 zijn 24 Preludes en fuga's opus 87 schreef. Hij rangschikte ze echter niet zoals Bach, maar zoals Frédéric Chopin dat met zijn 24 preludes opus 28 had gedaan. Chopin overigens liet zijn preludes niet volgen door een fuga en ook Sjostakovitsj heeft een serie van 24 preludes zonder fuga's gecomponeerd (opus 34).